# Sigurd Slembe
Sigurd Slembe (nórdico antiguo: Sigurðr slembidjákn, ?-1139) fue un pretendiente al trono de Noruega a finales de la década de 1130.

## Historia
Sigurd Slembe era un hombre desconocido cuando llegó a Noruega en 1135 o 1136, procedente de Irlanda. Afirmó ser un hijo que el rey Magnus III había procreado cuando se hallaba en campaña en Irlanda. Según sus aseveraciones, era medio hermano del rey en turno, Harald Gille, otro irlandés que había llegado al trono tras asegurar, también, ser hijo de Magnus III.
Sigurd Slembe le pidió a Harald Gille compartir el poder, una costumbre entonces muy común en Noruega. El monarca no lo reconoció como hermano, ante lo cual Sigurd se autoproclamó rey y conspiró para asesinar a Harald, situación que se hizo realidad en Bergen, cuando Harald dormía, en 1136.
El asesinato de Harald le atrajo múltiples enemistades a Sigurd Slembe. Buscando un apoyo, rescató a Magnus Sigurdsson de su prisión en un monasterio y lo nombró correy. Magnus Sigurdsson era un rey que había sido derrocado por Harald Gille y era, supuestamente, sobrino de Sigurd Slembe. Ante la incapacidad de Magnus, quien había sido mutilado por Harald Gille, Sigurd Slembe se encargó del gobierno en su nombre. De manera paralela, los seguidores de Harald nombraron como reyes a los hijos de éste, Inge y Sigurd, y se desencadenó la guerra civil.
Aunque Magnus contaba con cierto respaldo en el oriente de Noruega, sus fuerzas y las de Sigurd Slembe fueron superadas por las de sus enemigos y hacia el final de la década de 1130, aunque se mantenían como oposición, sus acciones se encontraban bastante limitadas. Magnus y Sigurd fueron derrotados definitivamente en la batalla de Holmengrå en 1139. Sigurd Slembe fue hecho prisionero y torturado hasta la muerte, poniendo así fin a la guerra civil.

## Herencia
Las crónicas mencionan su matrimonio con Audhild Moddansdatter de Escocia (1100 - 1128), con quien tuvo una hija Ingegerd Sigurdsdatter (n. 1128) que casó con Håkon klo Havardsson (n. 1126) de las Orcadas, hijo de Håvard Gunnarsson y nieto de un caudillo vikingo llamado Bergljot.

## Cultura contemporánea
En su recuerdo, el escritor noruego Bjørnstjerne Bjørnson creó en 1863 el drama histórico Sigurd Slembe. 